# Telefuksz
A Telefuksz (eredeti címén Cash for Gold) a South Park című amerikai animációs sorozat 225. része (a 16. évad 2. epizódja). Elsőként 2012. március 21-én sugározták az Egyesült Államokban. Magyarországon 2012. október 2-án mutatta be a magyar Comedy Central.
Az epizódban a telemarketing, egész pontosan az ócska ékszereket televíziós műsorban áruló vállalkozások kerülnek kritika alá.

## Cselekmény
|  | Alább a cselekmény részletei következnek! |

Stan egy zsinórnyakkendőt kap ajándékba a nagyapjától, ami állítása szerint 14 karátos aranyból készült és gyémántberakásos, ő maga pedig 6000 dollárért vette meg az Ékszer Teleshoptól. Mivel ez egy kedves ajándék, Stan-nek viselnie kell az iskolai fotózáson, még úgy is, hogy Cartman szerint "überratyi". Ezután elviszi egy aranyfelvásárló üzletbe, ahol adnának érte 15 dollárt. Mivel ezt borzasztóan kevesli, több helyre is elmegy a többiekkel, de máshol is csak filléreket adnának érte. Stan ebből kiindulva rádöbben, hogy a szenilis, tolókocsihoz és idősek otthonához kötött nagyapját átverték. Ekkor Cartman megmutatja nekik az Ékszerbanzáj című tévéműsort, ami kimondottan arról szól, hogy szenilis, idős embereket agitálnak, hogy vegyenek nevetségesen túlárazott, kétes minőségű ékszereket. Stan próbálja lebeszélni a nagyapját, hogy újabb bizsukat vásároljon, de az öreg Alzheimer-kórban szenved és nem ismeri fel őt, inkább elmeséli annak az unalomig ismert történetét, hogy valamikor volt egy Pacsi nevű border collie kutyája, akit nagyon szeretett, de már nem emlékszik rá, hogy hogyan nézett ki.
Stan elhatározza, hogy a nyomára jut annak, aki az egész hálózatot üzemelteti és megállítja őt. Betelefonál a műsorba és közli Dean-nel, a műsorvezetővel, hogy a viselkedése miatt nyírja ki magát. Eközben Cartman, Butters segítségével, éppen hogy beindítja a saját ilyen vállalkozását: ékszereket vásárol fel majd értékesíti az öregeknek úgy, ahogy azt Dean-től látta az Ékszerbanzájban. Stan-ék elmennek az üzembe, ahol az aranyékszereket beolvasztják, de onnan egy hindu mondásra hivatkozva elküldik őket, mondván, hogy az árazáshoz nekik semmi közük. Ezért az aranyfelvásárlókat vonják felelősségre, de azok egy másik hindu mondásra hivatkozva a beolvasztókhoz küldik őket. Kiderül számukra, hogy az ékszereket valójában Indiából kapják (ahonnan a hindu mondások is jönnek). Közben Cartman egy ázsiai asszonytól szeretne beszerezni újabb ékszereket, de amikor felfedezi, hogy az vele szemben is pontosan ugyanazokat a manírokat alkalmazza, mint amiket ő a vevők bepalizásakor, rádöbben, hogy az egész egy nagy átverés.
Ezért aztán Indiába megy Butters-szel, ahol meglepetésére Stan-ékkel találkozik, akik épp az indiaiakat vonják felelősségre. Csakhamar kiderül számukra, hogy az egész egy végtelenített körforgás: az Indiában gyártott ékszerek Amerikába kerülnek, ahol a csalók eladják azokat a szenilis időseknek, ők pedig ajándékba adják a rokonaiknak. A rokonok elviszik azokat az aranyfelvásárlóhoz, aztán szétválasztják az aranyat és az ékköveket, majd azokat külön-külön Indiába szállítják, ahol újra ékszer lesz belőlük. Az egyik dolgozó ad Stan-nek egy képkeretet ajándékba, amit ő elfogad. Stan beletesz egy képet a nagyapjáról és Pacsiról, amit átad neki, amiért Papó nagyon hálás. Ezután észreveszi Stan nyakában a zsinórnyakkendőt, és nem emlékezve rá, hogy ő vette, ő is "überratyinak" nevezi. Stan megígéri, hogy többé nem hordja.
Az epizód végén kiderül, hogy Stan valóságos trendet teremtett és mindenki azzal hívogatja Dean-t a műsorban, hogy nyírja ki magát. Végül aztán megteszi, majd élő adásban a vére beborítja az értéktelen ékszereket.